# 1967 – Live Sunshine
1967 – Live Sunshine es un álbum de descarga digital que compila ciento nueve pistas en vivo de The Beach Boys del periodo de Smiley Smile y Wild Honey del año 1967. Fue editado el 8 de diciembre de 2017 a dúo con otro álbum digital, 1967 – Sunshine Tomorrow 2: The Studio Sessions que recopila sesiones del periodo. Se editó por medio de Capitol/UMe. Junto con el álbum doble en CD 1967 – Sunshine Tomorrow también de 2017 completan una trilogía que abarca todo el periodo crativo de la banda post-Pet Sounds.
El álbum fue editado para resguardar los derechos de estas grabaciones en el mercado europeo, puesto que la legislación actual establece que aquellos registros que permanezcan inéditos tras 50 años pasan al dominio público.

## Crítica
Tin Sommer de Real Clear Life comentó: "Live Sunshine, presenta ensayos y actuaciones de Lei'd in Hawaii, encuentra a los Beach Boys intentando aplicar el minimalismo de Smiley Smile (y gran parte de Wild Honey) y la elaboración en sí, de la psicodelia moderna para la actuación en vivo. A veces, la música apenas está allí, y la banda suena como si estuvieran en una cuerda floja de nervios; imagine a Young Marble Giants, Tim Buckley, o (acústico) a Elliot Smith tocando sus versiones de los éxitos de Phil Spector. Es profundamente vulnerable, revelador y conmovedor".

## Listas de canciones
- Live in Hawaii – 8/25/67 – Rehearsal

1. Heroes and Villains
2. God Only Knows
3. Good Vibrations
4. The Letter
5. You’re So Good to Me
6. Hawaii
7. All Day All Night
8. California Girls (Take 1)
9. Surfin’
10. Sloop John B
11. Wouldn’t It Be Nice
12. California Girls (Take 2)
13. The Letter (Take 2)

- Live in Hawaii – 8/25/67

1. Hawaii
2. You’re So Good to Me
3. Surfer Girl
4. Surfin’
5. Gettin’ Hungry
6. Sloop John B
7. California Girls
8. Wouldn’t It Be Nice
9. Heroes and Villains
10. God Only Knows
11. Good Vibrations
12. Barbara Ann

- Live in Hawaii – 8/26/67 – Rehearsal

1. The Letter
2. Hawaii (New Edit and Mix)
3. You’re So Good to Me
4. God Only Knows
5. Help Me Rhonda
6. California Girls
7. Good Vibrations
8. Heroes and Villains (New Edit and Mix)
9. Their Hearts Were Full of Spring
10. The Lord’s Prayer

- Live in Hawaii – 8/26/67, Hawthorne Boulevard*

1. Hawaii
2. You’re So Good to Me
3. Help Me Rhonda
4. California Girls
5. Wouldn’t It Be Nice
6. Gettin’ Hungry (New Edit and Mix)
7. Surfer Girl
8. Surfin’ (New Edit and Mix)
9. Sloop John B
10. The Letter (New Edit and Mix)
11. God Only Knows
12. Good Vibrations
13. Heroes and Villains
14. Barbara Ann

- Live in Detroit – 11/17/67

1. Barbara Ann
2. Darlin’
3. Country Air*
4. I Get Around
5. How She Boogalooed It*
6. Wouldn’t It Be Nice
7. God Only Knows
8. California Girls
9. Wild Honey*
10. Graduation Day
11. Good Vibrations
12. Johnny B. Goode

- Live in Washington, D.C. – 11/19/67

1. Barbara Ann
2. Darlin’
3. I Get Around
4. Surfer Girl
5. Wouldn’t It Be Nice
6. God Only Knows
7. California Girls*
8. Wild Honey
9. Good Vibrations
10. Graduation Day*
11. Johnny B. Goode

- Live in White Plains, NY – 11/21/67

1. Help Me Rhonda
2. Barbara Ann
3. Darlin’
4. Surfer Girl
5. Wouldn’t It Be Nice
6. God Only Knows
7. California Girls
8. Wild Honey
9. Graduation Day
10. Good Vibrations

- Live in Pittsburgh – 11/22/67

1. Help Me Rhonda
2. Barbara Ann
3. I Get Around
4. Darlin’*
5. Surfer Girl
6. Wouldn’t It Be Nice
7. God Only Knows
8. California Girls
9. Wild Honey
10. Good Vibrations
11. Johnny B. Goode
12. Graduation Day
13. Sloop John B

- Live in Boston – 11/23/67

1. Help Me Rhonda
2. Barbara Ann
3. Darlin’
4. Surfer Girl
5. Wouldn’t It Be Nice
6. God Only Knows
7. California Girls
8. Wild Honey
9. Good Vibrations
10. I Get Around*
11. Sloop John B
12. Graduation Day
13. Johnny B. Goode

* editadas ya previamente en 1967 – Sunshine Tomorrow.